# Melancolía (Bourdelle)
Melancolía es una escultura del artista francés Émile-Antoine Bourdelle concebida en 1909 y fundida por la casa Alexis Rudier en bronce con pátina negra, dorada y verde. Forma parte de la colección del Museo Soumaya en la Ciudad de México.
En esta obra, Bourdelle retrató a Stéphanie Vanparÿs, su primera esposa, con quien estuvo casado de 1904 a 1910. También este bronce sirvió al artista para experimentar con los drapeados para estabilizar las formas escultóricas, misma que usaría en las escultura monumental, de la cual se le ha considerado un precursor. En esta ya se puede observar la búsqueda de formas simplificadas y de cualidades arquitectónicas en el diseño escultórico, las cuales son una característica distintiva de su obra.
Un año antes, en 1908, Bourdelle había dejado el taller de su maestro Auguste Rodin, mostrando una propuesta estilística distinta a la de Rodin que se basaba en formas más naturales aunque faltos de proporciones y simetría perfectas. Con ello se inició, según algunos críticos, su época de madurez como artista. Las razones son que ya para 1909 comenzó a impartir clases en la Academié de la Grande Chaumière, expuso en el Salón de la Sociedad Nacional de Bellas Artes y comenzó a recibir encargos oficiales.
Melancolía fue concebida en el mismo año que ejecutó otra de sus obras más famosas: Heracles el arquero.